# نادي إيتوال فيلانتي
ايتوال هو نادي كرة قدم توغولي أٌسس عام 1932. يلعب النادي في البطولة الوطنية التوغولية.